# Archibasis crucigera
Archibasis crucigera е вид водно конче от семейство Coenagrionidae. Видът е незастрашен от изчезване.

## Разпространение
Разпространен е в Индонезия (Малуку и Папуа) и Папуа Нова Гвинея.

## Описание
Популацията на вида е стабилна.